# Karin Andersen (Schauspielerin)
Karin Andersen, gebürtig Karin Lydia Luise Niedermaier, Pseudonym Karin Klinger, Ehename Karin Klinksik (* 9. Dezember 1927 in Brandenburg an der Havel; † 3. Juli 2013) war eine deutsche Schauspielerin.

## Leben
Karin Andersen kam als Tochter des Polizeimajors Franz Niedermaier und dessen Frau Margarete (gebürtige Lau) in Brandenburg an der Havel zur Welt. Sie war zunächst als Fotografin und Trickfilmzeichnerin tätig. Während der Dreharbeiten zu einem Kriminalfilm, bei dem man sie als Standfotografin eingesetzt hatte, lernte sie 1950 den 20 Jahre älteren Schauspieler Paul Klinger kennen. 1954 heirateten die beiden. Aus der Verbindung, die bis zu Klingers Herztod im Jahre 1971 bestand, gingen die Kinder Christine (* 1953) und Michael (* 1958) hervor.  
1951 erhielt Andersen, die privaten Schauspielunterricht genommen hatte, eine erste kleine Rolle in dem Film Das späte Mädchen (1951). Weitere Auftritte hatte sie u. a. als Tochter von Hans Albers in Nachts auf den Straßen und in Alle kann ich nicht heiraten. Einem breiten Publikum wurde sie durch die beiden Immenhof-Filme Hochzeit auf Immenhof und Ferien auf Immenhof bekannt, in denen sie an der Seite ihres Mannes zu sehen war. Danach zog sie sich ins Privatleben zurück. 
Zuletzt lebte Karin Andersen unter dem Namen „Karin Klinger“ in der Ortschaft Söcking am Starnberger See. Ihr Sohn Michael Klinksik ist ebenfalls in der Film- und Medienbranche tätig. Er hat für das deutsche Fernsehen zahlreiche Dokumentarfilme realisiert.
Karin Andersen wurde am 15. Juli 2013 auf dem Friedhof in Söcking beigesetzt, wo sich auch die Grabstelle ihres Mannes befindet.

## Filmografie
- 1951: Das späte Mädchen
- 1952: Nachts auf den Straßen
- 1952: Alle kann ich nicht heiraten
- 1953: Skandal im Mädchenpensionat
- 1953: Unter den Sternen von Capri
- 1956: Hochzeit auf Immenhof
- 1957: Ferien auf Immenhof